# Magdalena Ocotlán
Magdalena Ocotlán là một đô thị thuộc bang Oaxaca, México. Năm 2005, dân số của đô thị này là 1060 người.